# حميدة الطاهر
حميدة الطاهر : فتاة سورية نفّذت عملية انتحارية في جنوب لبنان أسفرت عن مقتل أكثر من 50 عنصراً من قوات الجيش الإسرائيلي.

## حياتها
من مواليد مدينة الرقة عام 1968، درست الابتدائية في مدرسة عائشة أم المؤمنين، والإعدادية والثانوية في مدرسة الفارعة، وانتسبت إلى منظمة شبيبة الثورة عام 1981 ثم انتسبت إلى صفوف حزب البعث العربي الاشتراكي عام 1983  وفي تاريخ 26/11/1985 استطاعت أن تفجّر نفسها بسيارة مفخخة بكمية تزيد عن 280 كغ من مادة (TNT) في موقع عسكري مشترك للجيش الإسرائيلي وجيش أنطوان لحد في جنوب لبنان بمنطقة جزين، حيث تسبب التفجير في قتل أكثر من 50 شخص و جرح العشرات من ضباط و جنود الجيش الإسرائيلي.
وقد وجّهت رسالة إلى الرئيس حافظ الأسد قبيل تنفيذ العملية وقعتها بالدم وجاء فيها: «ما جئتك شاعرة على منبر فوق كل مديحة أنت، وإنما من تحدي التحدي، من شبيبتك الظافرة، من رجال زرعت فيهم البطولة والإباء، فمن أجدر منَّا بمحبتك وأنت السيف الدمشقي الأصيل، رغبت يا أبي ألاَّ يمر عيد الشبيبة في هذا العام مثل كل عام، وكانت رغبتي جامحة أن أكون شعلة هذا العيد على أرض الجنوب الطاهر، قنبلة تُزهر غضباً وغِلاً في مآقي الغزاة».